# (33420) Derekwoo
1999 CT116 (asteroide 33420) é um asteroide da cintura principal. Possui uma excentricidade de 0.02824400 e uma inclinação de 9.47497º.
Este asteroide foi descoberto no dia 12 de fevereiro de 1999 por LINEAR em Socorro.